# パリ万国博覧会 (1900年)

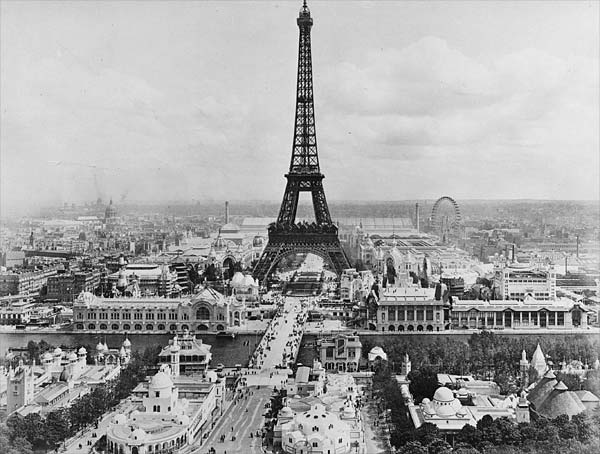
1900年パリ万博、エッフェル塔がそびえる

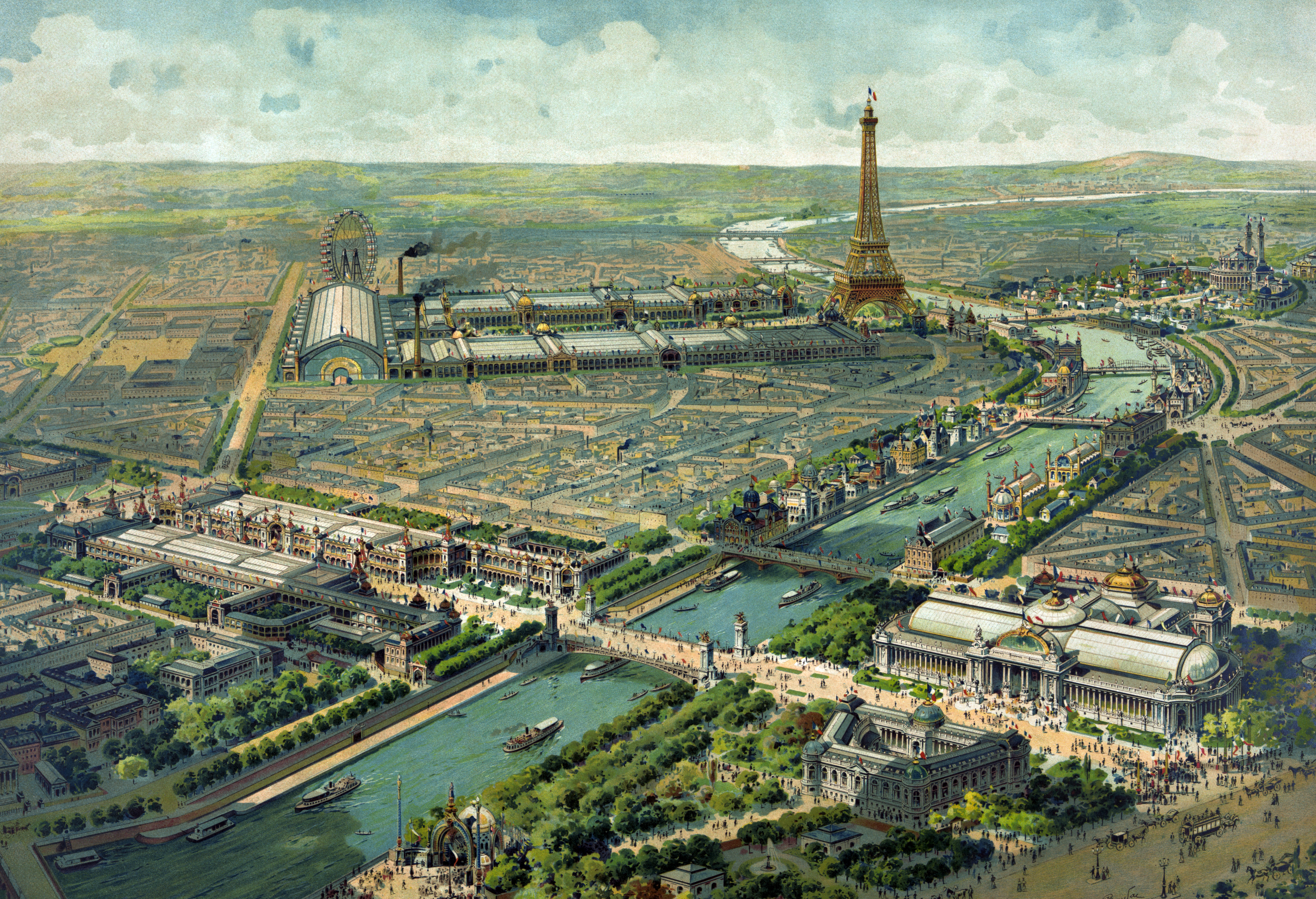
1900年パリ万博のパノラマビュー

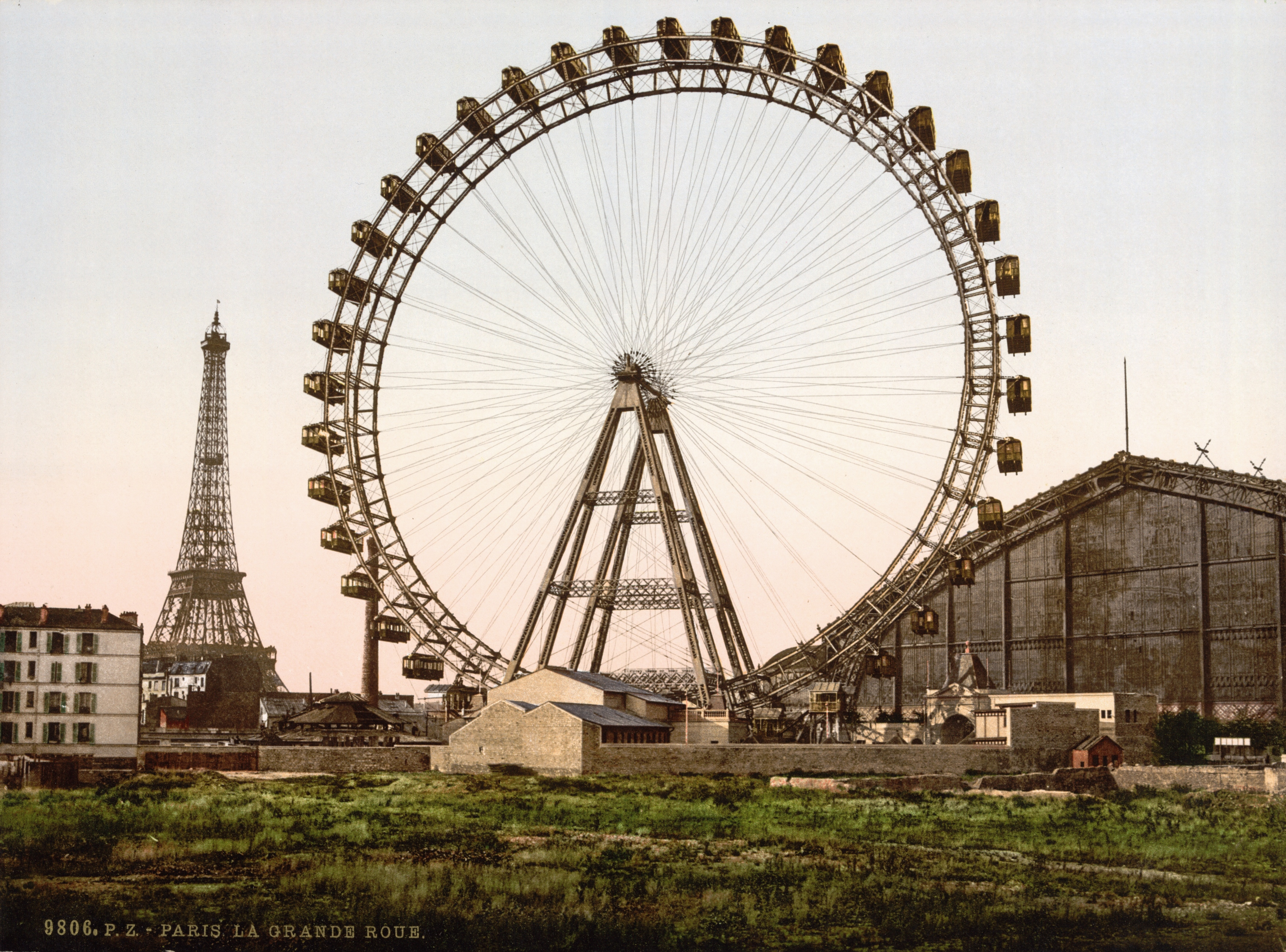
観覧車「グランド・ルー・ド・パリ」（1920年解体）

1900年のパリ万国博覧会（せんきゅうひゃくねんのパリばんこくはくらんかい, フランス語: Exposition universelle de Paris 1900, Expo 1900）は、1900年4月14日から11月12日まで、フランスのパリで開催された国際博覧会である。

## 概要

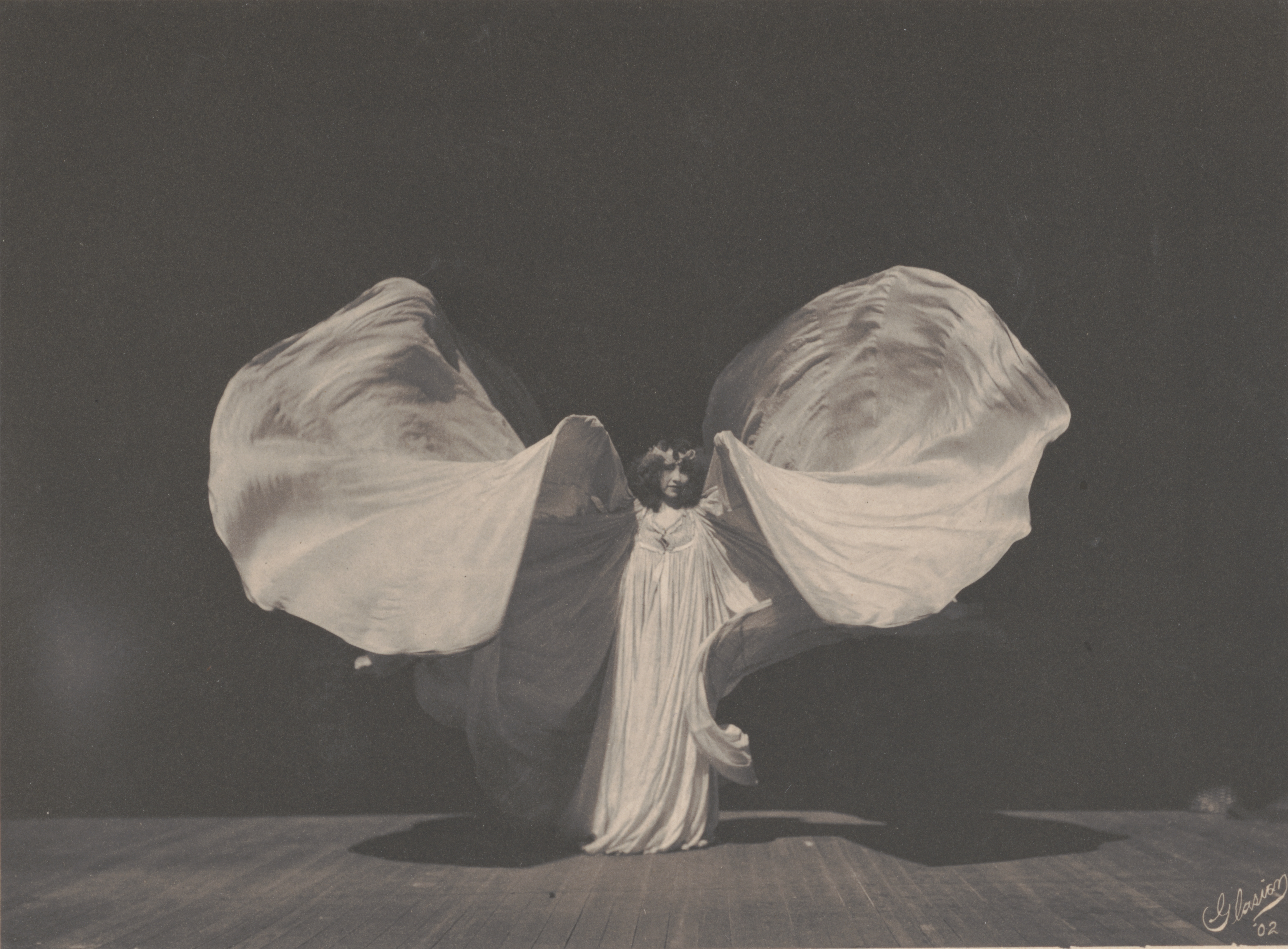
会期中に演じられた、ロイ・フラーのサーペンタインダンス。この劇場に川上貞奴が「マダム・貞奴」として上がった

19世紀最後の年（世紀末）を飾る国際博覧会であるが新世紀の幕開けを祝う意味も込められており、開催期間中には過去最大となるおよそ4800万人が訪れている。また、パリオリンピック（第2回近代オリンピック）に合わせての開催でもあった。1855年以後、パリで開催された国際博覧会では5回目となる。前回のパリ万博に引き続き、くじ付き前売入場券を販売して開催予算1億フランの6割をまかなった（4割はフランス政府とパリ市が折半）。
会場としてグラン・パレとプティ・パレが建てられ、ロシア皇帝ニコライ2世の寄付によりセーヌ川両岸を結ぶアレクサンドル3世橋が架けられた。また、当時世界最大となる高さ100メートルの観覧車「グランド・ルー・ド・パリ」が今回の博覧会に合わせて一般公開となり注目を集めている。さらに、動く歩道や1889年の第4回パリ万博に合わせて建設されたエッフェル塔にエスカレーターが設置されて話題となった。ちなみに、アメリカの発明家チャールズ・シーバーガーがオーチス・エレベータ・カンパニーと組み、「escalator」の商標で出展して1等賞を獲得、それを機にエスカレーターの普及が始まったといわれている。
一方、装飾美術ではサミュエル・ビングが出展した店（パビリオン）が一躍注目を集めたことで、店名であった「アール・ヌーヴォー」は今回の万博を象徴する表現となり、さらにはこの時代を象徴するフランスの装飾美術様式そのものを指す名称ともなっている。また、1895年にパリのグラン・カフェ地下で世界初の映画館をオープンしたリュミエール兄弟は、今回の万博でもシネマトグラフによる映画の上映を行い、訪れた人々を魅了している。
会場の一つであるグラン・パレでは、今回の万博の企画展として『フランス美術100年展』が開催され、新古典主義から印象派までの19世紀のフランス美術を代表する約3000点の作品（絵画・彫刻など）が展示された。
今回の万博のテーマは「過去を振り返り20世紀を展望する」ことであり、それに合わせた展示物も数多く出品されている。
会期中にサラ・ベルナールが自身の名を冠したサラ・ベルナール劇場にて『レグロン』を演じ、大好評となった。また、ロイ・フラーが自身の劇場で披露したサーペンタインダンスも好評を受けた。
この万博会場を訪問した日本人のひとりが夏目漱石で、ロンドンへ留学の途上に立ち寄った。またおりから海外ツアー中でロンドン公演を終えたばかりの川上音二郎一座はロイ・フラーによってパリに招かれ、貞奴はフラーの劇場に「マダム貞奴」として出演し大人気となった。万博を訪れたアメリカの旅行作家バートン・ホームズは、フランスの演劇批評家らがこぞって川上一座を称賛していること、ある高名な演劇評論家は「サラ・ベルナールがフランスの女優で、エレオノーラ・ドゥーゼがイタリアの女優なら、貞奴は世界の女優だ」とまで評したと伝え、その他の催し物がつまらなく見えてしまうほど日本の役者たちは1900年の万博で成功した、と書き綴っている。また商業パビリオンに芸者を出展したところ、一目惚れした青年がプロポーズを申し出たエピソードや、着物を譲って欲しいと願い出た女性の存在の記録もあるという。
フランスの人類学者レオン・アズレイ（Léon Azoulay）は万博で集まった世界各国の芸人たちから約400の音源を録音し、フランス初のレコーディング・コレクションを作成したが、そのうち14本が日本関連のもので、これは日本の音楽としては世界初の録音となった。英グラモフォン社の録音技師フレッド・ガイズバーグも会期中に川上音二郎一座の公演を録音した。

## 日本の出展

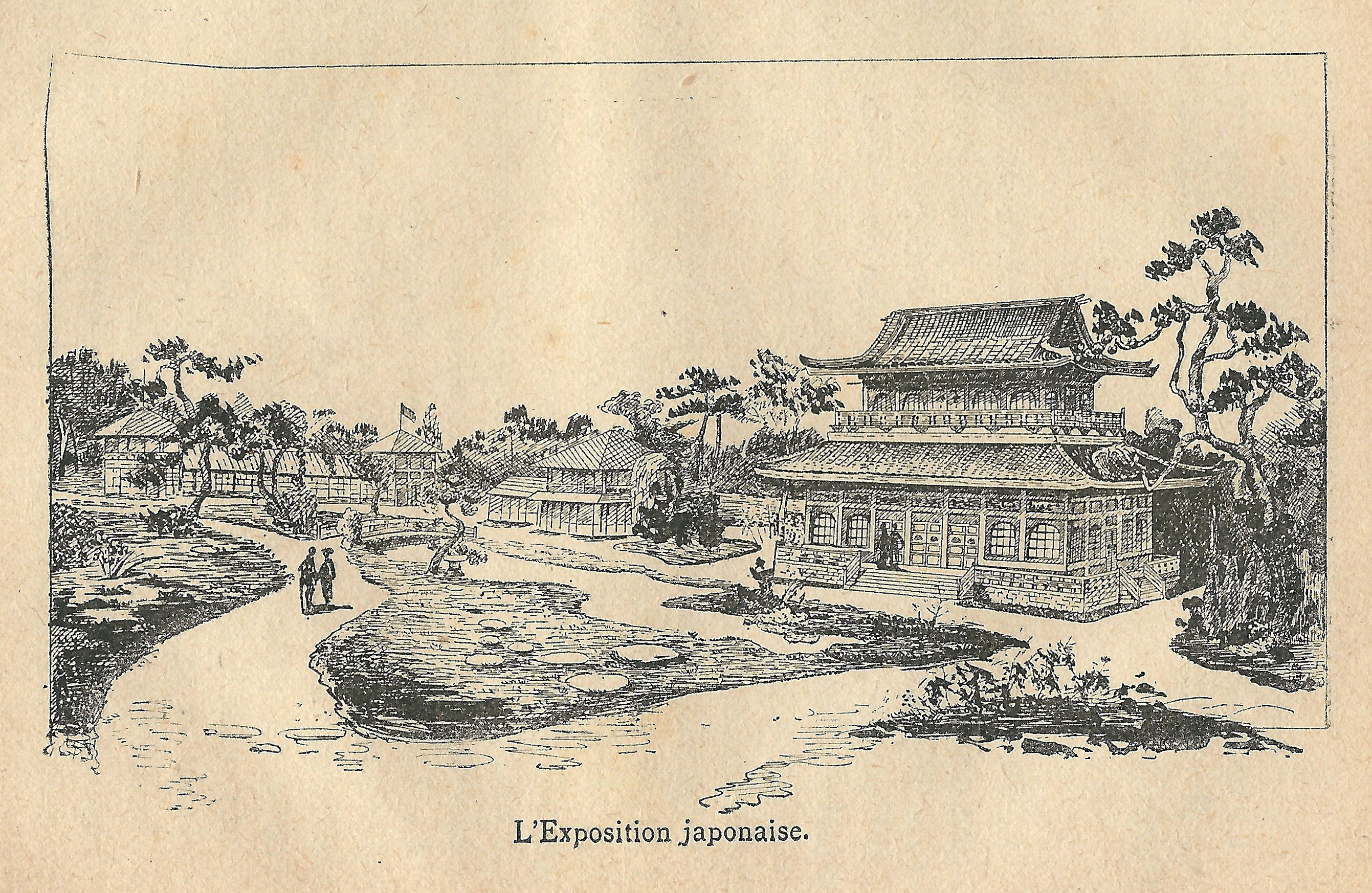
日本のメインパビリオン、日本館

1900年のパリ万博には日本も出展し、各パビリオンにおける様々なジャンルの出品に加えて、メインパビリオンでは大規模な古美術の展示が行われた。美術商の林忠正が指揮をとった。日本が海外において古美術をこれだけの規模で一堂に展示するのは初めての事であり、明治天皇は移送中の事故を懸念したとされる。「日本の威信を世界に示す機会であり、断じて未開国と同一視されるようなことになってはならない」との考えで日本文化の歴史の長さを強調、これによって海外の人々に「本邦の美術を敬慕するの念を起こしめたる」ことを目的としていたが、アール・ヌーヴォーの嵐が吹き荒れるパリ万博において、さしたる評価は得られなかった。また、日本美術の紹介のために、『日本美術史』（HISTOIRE de L'ART DU JAPON)という豪華本の編纂が進められて完成、各時代の選りすぐりの美術品が写真入りで紹介され、千部印刷して各国首脳や博物館に贈られた。現在の日本の学校教育における美術史はこの本の内容がもとになっている。
日本館に加え、政府の出展したティーハウスでは紅茶、ウーロン茶、抹茶などの販売を行った。この茶店を評して、1892年に日本を旅行したことのあるバートン・ホームズは手記に「日本人は世界で最も趣味のよい国民なのに、この万博の茶店は建物も売っているものも百貨店で売られているようなガラクタの類だ」と記した。
また大関を中心とする兵庫県の酒造メーカー連合が酒舗を設け、日本の酒類の販売を行った。当時は海外にあまり日本酒を好む人はおらず、巨額の金がかかる上に「まだ時機が来てない」として、日本の事務局は一旦断ったが、新販路の開拓に期待をかける全国酒造組合の熱意に押されて許可することにした。珍奇なものを好む人がいるので、5月1日の開店当初は盛況だったが、しだいに客が減り、8月15日時点で31704フランの赤字を出し、経営不振のため万博の閉会を待たずに8月31日をもって閉店。跡地は菊花展の会場に充てられた。

### パビリオン
日本は仏国事務局より割り当てられたトロカデロ地区にメインパビリオンを設けた。日本館の設計は伊藤平左衛門が手がけて法隆寺金堂を模し、御物を含む古美術品を出展した。メインパビリオンにおいては日本固有の建築法を示そうと試み、前には小池を設けて日本庭園風にし、また茶店や酒屋なども設けた。一方で、セーヌ川に日本風の橋を建設する計画を仏国政府より打診されていたが、費用の問題から日本政府はこれを謝絶せざるを得なかった。
トロカデロ地区に割り当てられた独立国は日本、清国、トランスヴァール、の3か国のみで、他はロシアやオランダなど欧米諸国の植民地のパビリオン出展（殖民館。文明と言うより主に異国趣味的な展示を目的としたもの）に割り当てられていた。日本は当時、アジアにおける数少ない独立国であったにもかかわらず、パビリオンはこの「フランス領以外の植民地エリア」に組み込まれている。

### 日本的興行物の取り締まり
パリ万博で好評を受けた「マダム・貞奴」の公演は、日本政府の出展とは無関係に行われたものである。
以前より国外の万博会場にて、日本の展示の近くで日本政府とは無関係に興行を行う者がいたため、日本政府から問題視されており、本博覧会ではこれらを検閲する手筈を事前に整えていた。本博覧会でもフランスの興行会社が芸者を雇って世界一周館の近くで勝手に歌舞を踊らせるという行為や、諏訪秀三郎（1855-1933）が角力興行を行おうとするなどの行為があったため、日本政府が強硬的にやめさせようとしたが、これらの興行を許可するという立場のフランス当局とトラブルになった。最終的にフランス当局の担当者より「最後通告」が下り、日本当局は取り締まりを断念した。
そのため、川上一座がロイ・フラーに雇われて興行を上演した件に関しても、政府の報告書において川上の名を挙げて特筆されるほど問題視されているものの、取り締まることができなかった。

## 日本の出展作品
出展品は内閣書記官長平山成信を筆頭とする政府・民間合わせて42名の調査員によって採択された。
日本政府は出展作品を公募し鑑査会で委員が採点する方式で選ぼうとするが、当初の規定で15点以上とした平均獲得点数は審査の過程で見直され、平均10点以上に緩めている。前年の秋に白馬会展覧会で合格作品を披露した。その作品を以下にあげる。

### 建築

#### 建築関連
ティーハウス（1点）
関保之助「藤原式室内装飾図」  （東京美術学校生徒作品）
島田佳矣「徳川式室内装飾図」 （同上）
河辺正夫「西洋建築図案」 （同上）

### 絵画作品

#### 絵画
日本画（55点）
- 跡見玉枝[28]一桜に鷹
- 荒木寛畝一孔雀
- 荒木十畝一秋草に雉子
- 伊東紅雲[29]一天正年代野戦
- 猪瀬東寧一水墨山水
- 今尾景年一春山花鳥
- 梅村景山一秋■
- 上村松園一母子
- 大橋翠石ー猛虎の図　優勝金牌
- 大森敬堂一湖水
- 川端玉章一■■の山水、芳野■■、寝覚■■、■■■■■、■■密雪
- 熊谷直彦一雨中山水、水墨山水
- 小林英■一犬
- 下村観山一継信最期
- 鈴木松年一松■■声
- 佐久間■■一牡丹
- 鈴木華邨一水景山水、雪中鷹狩、月下の漁網
- 田井月耕一浅草観音光景
- 高橋玉淵一深林の鷺、水墨山水
- 瀧和亭一鷺に芙蓉
- 竹内棲鳳一■中■雀
- 谷口香■一驟雨
- 寺崎広業一菊
- 戸田玉秀一花鳥
- 野■如■一夏山夕景
- 野口小蘋一花鳥、水墨山水
- 野村文挙一富獄晩靄、湖畔驟雨
- 原在泉一春日野■■
- 橋本雅邦一龍虎
- 畑仙齢一山家
- 前田玉英一雪暁
- 水野年方一春野子供■
- 村松雲外一赤壁
- 馬杉青琴一杉に杜鵑
- 望月玉泉一■養■
- 望月金鳳一猿、■■山水、田家山水、野菊に狸、白鶏
- 森魚淵一源氏横笛
- 森川曾■一樹下の鹿
- 諸星成章一残楓に■
- 渡辺省亭一果物に 鼠
- 山元春挙一富岳
- 横山大観一聴法

西洋画（30点）
- 安藤仲太郎一曙
- 石川寅治一朝露
- 黒田清輝一湖辺、秋郊、智感情、樹陰、寂莫
- 北蓮蔵一姉妹
- 久米桂一郎一風景3点
- 小代為重[30]一投網
- 庄野宗之助[31]一草花
- 白瀧幾之助一稽古
- 高島信一干■
- 玉置照信一昼餐の仕度
- 中沢弘光一猿廻し[32]
- 中村■太郎一黄葉村
- 広瀬勝平一磯
- 藤島武二一池畔
- 藤村知子多一海辺
- 満谷国四郎一蓮池
- 松井昇一山水
- 都島英喜一景色
- 矢崎千代治一江辺
- 山本森之助一熱砂の山[25]
- 湯浅一郎一漁夫の晩帰
- 吉沢儀造一奈良の藤
- 吉田博一高山流水
- 和田英作一渡場の夕景、機織

版画（2点）
- 合田清一日清戦争図2点

水彩画　(5点）
- 三宅克巳一初秋の景色、水に映ずる森、米国田舎の秋、信州小諸附近の景、千曲川初春

### 彫刻
木彫（11点）
- 荒川嶺雲一老人
- 後藤貞行一馬の■歩
- 高村光雲一山■■■
- 竹内久一一肩車
- 山崎朝雲一人物、小女猫を抱く
- 米原雲海一小児 戯犬、子供■を弄ぶ
- 山田鬼斎一■夫、釈迦、盲人

金属彫（7点）
- 大塚秀之丞一拾ひ子

- 海野美盛一婦人馬乗、傀儡師
- 沼田一雅一新■三郎[33]。
- 根岸昌雲一老婆童子
- 疋田雪洲一猿曳
- 森鳳声一農夫

### 工芸品
牙彫（5点）
- 石川光明一藤原通成
- 望月光堂一婦人納涼
- 平坂芳久一雨中小児
- 石川光明一鷹 狩
- 宇田川捨次郎一老人子供

その他
- 美術学校生徒作出品[27]
- 秋衣孤影　山崎勇馬
- 兵車行図　結城貞松
- 菅公左遷図　溝口禎二郎
- 秋渓山水　大森新之助
- 春野雉子　森田豊次郎
- 高倉帝厳島行幸　木村信太郎
- 春遊　渡辺啓三

### 受賞
メダーユドール：深川製磁「フカガワポースレイン」（陶磁器）金賞：北村新次。北村醤油酒造場（醤油）
銅賞：服部孫兵衛。染色工芸品の有松絞り。
優等金牌：大橋翠石。日本画『猛虎の図』。
金牌：伊藤平左衛門。設計図、貴族邸宅。
銀牌：黒田清輝。油絵『湖辺』

## 商業パビリオン

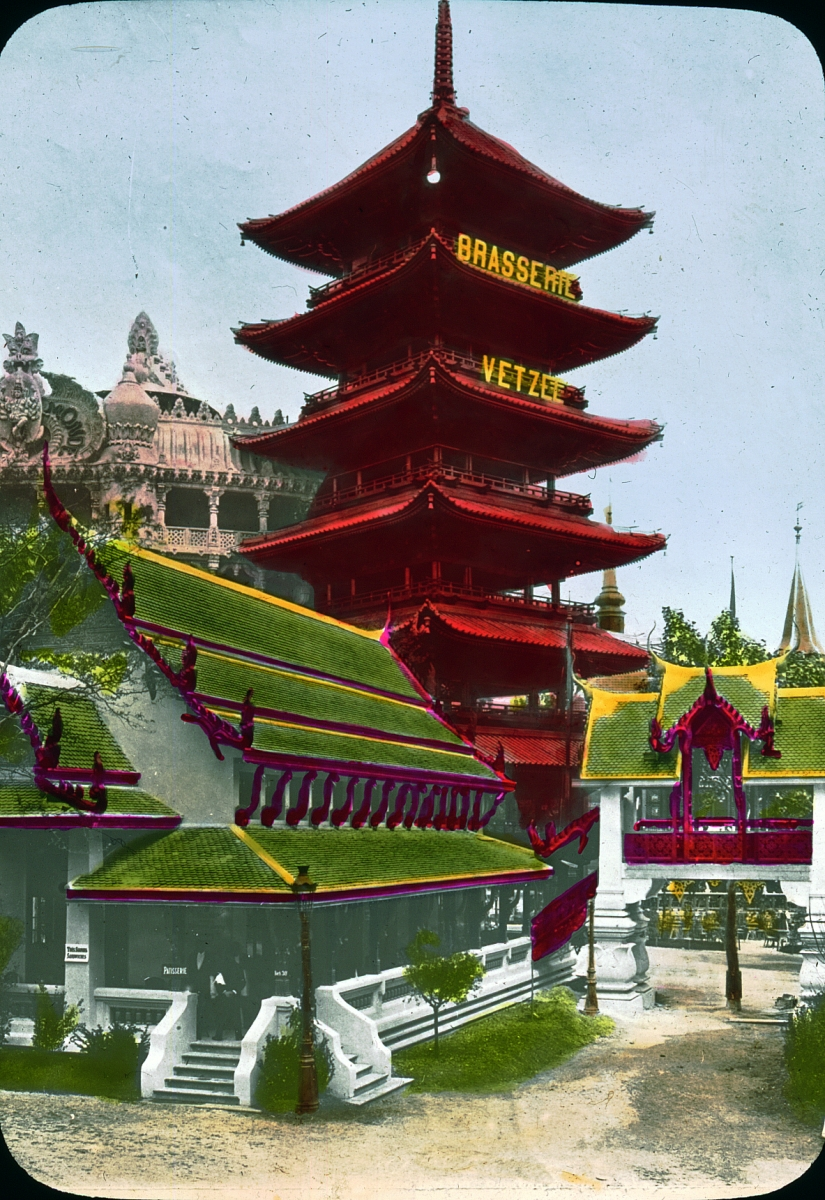
エキゾチックな建物が集められた〈世界旅行〉パビリオン

正式な各国館とは別に、エッフェル塔近くに企業などが出展する商業地区が設けられる。その中に「Tour du Monde（世界旅行）」という名の商業パビリオンがあり、外周に並べ立てたエキゾチックな建物には、タイやインド、アレクサンドル・マルセル設計の日本風の五重塔や門が建った。これは19世紀末に欧州で大人気となったジュール・ヴェルヌの小説『八十日間世界一周』を小さく象ったアトラクションで、館内をぐるりと見て歩くと、わずか1時間で世界一周ができるという趣向だった。内装のパノラマ画を画家ルイ・デュムーランが手がけ、各国の風景をジオラマで再現、現地人も連れてきて展示に加えてあった。
展示は多分に西洋人の植民地に対するロマンチックな幻想で歪められたものだったが、旅行作家のホームズは「この塔や門には日本で彫られた本物の彫刻がほどこされており、（万博内の）日本の建築物で唯一見る価値があるものだ」と評し、再現された「茶店は繊細な造りで着物姿の芸者もおり、室内や庭や人々もまさに日本という雰囲気で、日本好きも満足する出来だ」と評価し、事実、このパビリオンは万博で一番の人気を博する。閉幕後、五重塔の設計図はレオポルド2世 (ベルギー王)の手に渡り、ブリュッセルの極東博物館に使われている。